# نادي دونكيرك لكرة اليد
نادي دونكيرك لكرة اليد هو نادي كرة يد في فرنسا تأسس في سنة 1958. يلعب في الدوري الفرنسي لكرة اليد. تبلغ سعة ملعبه 2400 متفرجا.